# Helene Maß

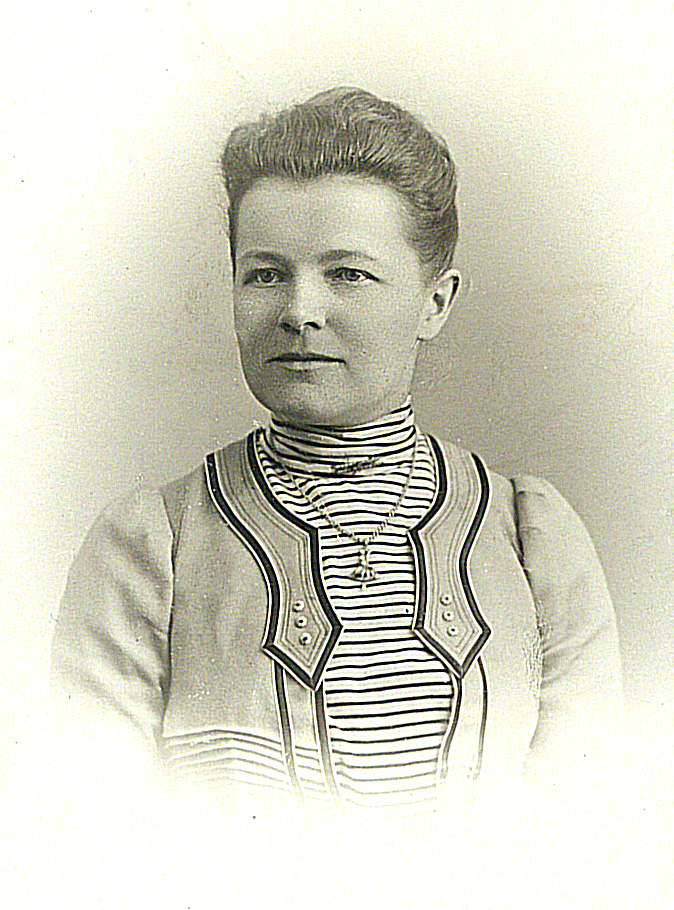
Helene Maß (Portrait um 1900)

Helene Maß (* 1. April 1871 in Schönlanke; † 1955 in Berlin) war eine Berliner Landschafts- und Blumenmalerin, Grafikerin, Radiererin und Holzschneiderin.
Sie wurde in der östlichen Provinz Posen geboren (heute Trzcianka, Polen) und studierte an der Preußischen Akademie der Künste in Berlin unter Paul Flickel, Ludwig Dettmann und Walter Leistikow, deren Werke ihr künstlerisches Schaffen stark prägten. 1919/1920 besuchte sie einen Vorkurs bei Johannes Itten im Bauhaus in Weimar. In einem teils mit Jugendstil-Anklängen durchsetzten Stil schuf sie neben Ölgemälden technisch brillante mehrfarbige Landschafts-Holzschnitte.
Helene Maß war in der Wandervogelbewegung aktiv. Sie war Mitglied der Berliner Secession, an deren erster Ausstellung sie bereits teilnahm, sowie des Reichsverbandes bildender Künstler Deutschlands. Von 1906 bis mindestens 1953 gehörte sie dem Verein der Berliner Künstlerinnen an, in dem sie von 1916 bis 1930 zum Vorstand gehörte und von 1933 bis 1940 als Schriftführerin tätig war. An seiner Zeichen- und Malschule unterrichtete sie Holzschnitt. Von 1940 bis 1943 ist sie als Ehrenmitglied belegt. Helene Maß arbeitete und wohnte um 1906 in der Joachimsthaler Straße 27 in Berlin-Charlottenburg, ab etwa 1913 dann in der Knesebeckstraße 33 im selben Stadtteil. 1955 starb sie in Berlin-Dahlem.